# Мільштейн Соломон Рафаїлович
Мільштейн Соломон Рафаїлович (30 листопада 1899, Вільно, Російська імперія — 14 січня 1955, Москва, РРСФР) — радянський діяч НКВС СРСР, висуванець Лаврентія Берії, генерал-лейтенант (9.7.1945).

## Біографія
Син покрівельника Рафаїля Янкелевича Мільштейна та Мірелі Мовшевної Мільштейн. Початкову освіту здобув у початковому училищі при Віленському єврейському учительському інституті (1915), потім продовжив навчання в Віленській гімназії (1920). У 1920–1930 — на партійній роботі в Грузії, де познайомився з Л. П. Берія. 25 листопада 1938 року Л. П. Берія став главою НКВС і викликав Мільштейна в Москву.
- 29 грудня 1938 — призначений заступником начальника слідчої частини НКВС СРСР.
- 1939–1941 — начальник Головного транспортного управління (ГТУ) НКВС СРСР (з 31 березня 1939)
- 1941–1942 — перший заступник начальника управління особливих відділів НКВС СРСР.
- 1943–1948 — начальник 3-го управління НКДБ СРСР.
- 1948–1950 — заступник начальника Казанської залізниці.
- 1951–1953 — заступник начальника Управління виправно-трудових таборів і будівництва рудників МВС СРСР.
- 19 березня 1953 указом Л. П. Берія призначений заступником міністра внутрішніх справ Української РСР.
- Липень 1953 — заарештований (після арешту Берії)
- Січень 1955 — розстріляний